# Le Prix de la vérité (téléfilm, 2017)
Pour les articles homonymes, voir Liens de sang et Le Prix de la vérité.
Série
Le Prix de la loyauté
(2019)
Pour plus de détails, voir Fiche technique et Distribution.
Le Prix de la vérité, originellement intitulé Liens de sang, est un téléfilm policier français d'Emmanuel Rigaut diffusé en 2017. Il a également été programmé sous le titre Meurtres à Saint-Paul-de-Vence en tant que hors-série de la collection de téléfilms franco-belge Meurtres à….
Il constitue le premier volet d'une trilogie scénarisée par Laurent Mondy et mettant en scène la capitaine Marie Jourdan interprétée par Mimie Mathy. Il est suivi par Le Prix de la loyauté (2019) et du Le Prix de la trahison (2020).

## Synopsis
Le corps d'une femme, Célia Moreau, est retrouvé dans la piscine d'un hôtel de luxe de Saint-Paul-de-Vence, tenu par un notable de la ville. La gendarmerie est prête à conclure à une mort accidentelle : après une soirée bien arrosée, la victime serait tombée dans la piscine. Arrivée sur place, la capitaine Marie Jourdan de la police judiciaire de Lyon a vite fait de démontrer qu'il s'agit d'un meurtre. La gendarmerie est obligée de collaborer avec Marie Jourdan, atteinte de nanisme et dotée d'un caractère bien trempé.

## Fiche technique
- Titre : Le Prix de la vérité
- Autres titres : Liens de sang (titre initial)[2] ; Meurtres à Saint-Paul-de-Vence (titre de collection)
- Réalisation : Emmanuel Rigaut
- Scénario : Laurent Mondy
- Musique originale : Fabien Nataf
- Photographie : Olivier Guarguir
- Décors : Caroline Thibouville
- Production : Richard Berkowitz
  - Production exécutive : Bernard Paccalet
- Société de production : Épisode Productions avec la participation de France 3
- Pays d'origine :  France
- Langue originale : français
- Format : couleur - HDTV - 16/9 - son stéréo
- Dates de première diffusion :
  - Belgique : 21 décembre 2017 sur La Une[3]
  - Suisse : 5 janvier 2018 sur RTS Un[4]
  - France : 13 janvier 2018 sur France 3

Source : FranceTVPro

## Distribution
Sauf indication contraire, les informations mentionnées dans cette section peuvent être confirmées par la base de données cinématographiques IMDb,  présente dans la section « Liens externes ».
- Mimie Mathy : la capitaine Marie Jourdan, sœur de la victime de meurtre
- Mathieu Delarive : le capitaine Paul Danceny, ami de la victime de meurtre
- Charles Clément : le commandant Langevin, amant de la victime de meurtre
- Selma Kouchy : le légiste Yasmine Labri, qui est secrètement amoureuse du capitaine Paul Danceny
- Philippe Caroit : Daniel Caron, propriétaire de l'hôtel où il y a eu le premier meurtre, il est la seconde victime de meurtre dans son bureau
- Catherine Zavlav : Laurence Meurisse, conjointe et comptable de Daniel Caron
- Pierre-Yves Bon : Virgile Caron, propriétaire d'un haras, fils de Daniel Caron et agresseur sexuel
- Cécile Pallas : Jeanne de Courcy
- Louna Espinosa : Chloé Danceny, fille du capitaine Paul Danceny
- Vanessa Liautey : Substitut du procureur Juliette Larchet
- Michel Biel : Jordan Guichard, voyou et petit-ami de Chloé Danceny, arrêté plusieurs fois par Paul

## Production

### Casting
Mimie Mathy, interprète de Joséphine, ange gardien, souhaitait qu'on lui propose d'autres rôles. Dans Le Prix de la vérité, elle passe de la comédie à une histoire sombre, incarnant un flic dont la petite taille engendre les sarcasmes réguliers.

### Tournage
Le tournage s'est déroulé à Nice et à Saint-Paul-de-Vence du 28 août au 22 septembre 2017,.

## Accueil

### Critique
Moustique salue principalement la prestation de Mimie Mathy dans un rôle très différent de celui de Joséphine, ange gardien, sortant de sa « zone de confort » : « on découvre le talent de l'actrice, parfois oublié à force de claquement de doigts et de sourire bienveillants dispensés aux misères du monde ». De plus, le magazine belge juge les personnages « construits en profondeur, dévoilant au fur et à mesure des motivations plus sombres ». Télé 2 semaines trouve l'actrice « tout à fait convaincante dans ce rôle à contre-emploi ».

### Audiences
Grâce au Prix de la vérité, France 3 a attiré 4 679 000 téléspectateurs (soit 21,2 % de part d'audience), en France, se plaçant en tête des audiences devant TF1 avec Stars sous hypnose.